# Holzharlanden

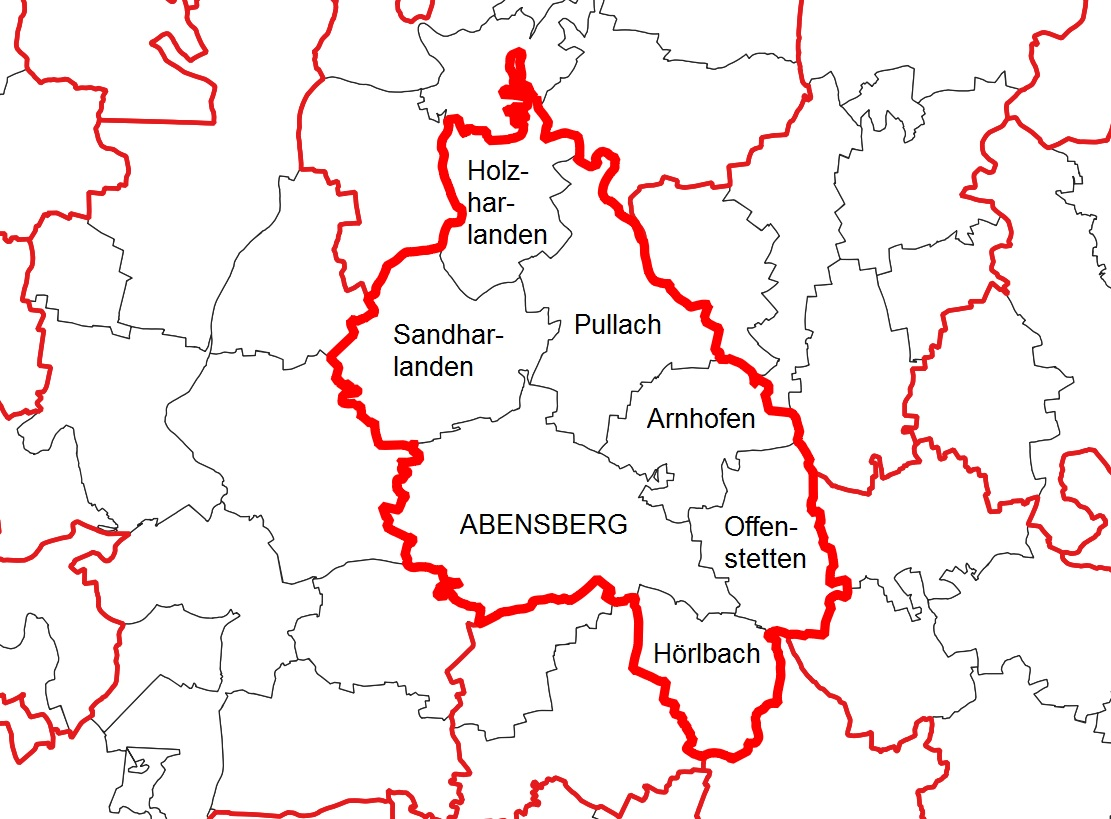
Holzharlanden ist die nördlichste Gemarkung in der Stadt Abensberg

Holzharlanden ist ein Stadtteil von Abensberg im Landkreis Kelheim in Niederbayern sowie die nördlichste Gemarkung im Stadtgebiet. 

## Lage
Das Kirchdorf liegt im Wesentlichen an der westlichen Flanke eines Hanges, welcher zu den letzten Ausläufern der hier endenden Hügellandschaft des Jura gehört. Der Donaudurchbruch bei Weltenburg befindet sich 3 km nördlich des Dorfes. Regensburg ist in nordöstlicher Richtung etwa 35 km, Ingolstadt in westlicher 40 km entfernt. München liegt ungefähr 95 km südlich des Ortes.
Die Gemarkung Holzharlanden liegt vollständig auf dem Gebiet der Stadt Abensberg und bildet den Norden des Stadtgebietes. Auf ihr liegen die Abensberger Gemeindeteile Buchhof und Holzharlanden. Ihre Fläche beträgt etwa 6,23 Quadratkilometer. Ihre benachbarten Gemarkungen sind Weltenburg, Thaldorf, Pullach, Sandharlanden und Staubing.

## Geschichte
Südöstlich der Einöde Buchhof, welche zur Gemeindeflur von Holzharlanden gehört, wurden etwa 100 gut erhaltene Grabhügel aus der mittleren Bronzezeit und der Hallstattzeit gefunden. Mit Hilfe der Luftbildarchäologie konnten ebenfalls bei Buchhof die Grundrisse eines römischen Gutshofes festgestellt werden.
Die erste urkundliche Erwähnung des Ortes erfolgte um 1160, als der Regensburger Bischof Hartwig II. die Kirche zu „Holtzerlanden“ mit allen Rechten dem Kloster Weltenburg übergab. Der Name und die Lage des Ortes deuten darauf hin, dass es sich um eine Rodungsgründung handelt, in welcher überwiegend Flachs und Hanf (=„Har“) angebaut worden sein dürfte. Von 1500 bis 1599 gehörte Holzharlanden zur Pfarrei Reißing. Bis zu seiner Säkularisation im Jahr 1806 erfolgte die seelsorgerische Betreuung des Ortes durch das Kloster Weltenburg. Von 1806 ab wird er von Staubing aus pastoriert.
Bei Bildung der politischen Gemeinden in den Jahren 1808/1818 (Gemeindeedikte) wurden Holzharlanden und die Einöde Buchhof zu einer Einheit zusammengefasst. In den 1940er Jahren erfolgte eine Eingemeindung beider Orte in die Gemeinde Weltenburg, welche jedoch nach kurzer Zeit wieder rückgängig gemacht wurde. Im Rahmen der Gebietsreform wurde die Gemeinde Holzharlanden aufgelöst und am 1. Januar 1972 in die Stadt Abensberg eingemeindet.

## Baudenkmäler
Siehe auch: Liste der Baudenkmäler in Holzharlanden
Die Kirche wurde zu Ehren der heiligen Katharina im Jahre 1712 erbaut.

## Wirtschaft und Infrastruktur
Das Dorf,  welches etwa 170 Einwohner zählt, ist überwiegend landwirtschaftlich geprägt, weist jedoch in nicht unbedeutenden Umfang auch Wohnbebauung aus.

## Vereine
- Freiwillige Feuerwehr Holzharlanden. Sie wurde am 31. Dezember 1882 gegründet.
- Jagdgenossenschaft Holzharlanden
- KLJB Staubing-Holzharlanden
- Obst- und Gartenbauverein Staubing Holzharlanden